# Artal I de Luna
Artal I de Luna (m. 1260) fue un caballero aragonés del linaje de los Luna, de la rama Ferrench de Luna.

## Biografía
Era hijo de Lope Ferrench II de Luna, IV señor de Luna, y de su esposa Teresa Pérez de Azagra.
Fue el V señor de Luna en calidad de tenente y mayordomo del Reino de Aragón.
Se casó con María Fernández con quién concibió a: 
- Artal II de Luna (m. 1289), VI señor de Luna[1]
- Lope Ferrench III de Luna, VII señor de Luna[1]
- Alamán de Luna, religioso.[1]